# Ministère des Impôts
Le ministère des Impôts de la République d'Azerbaïdjan (en azerbaïdjanais:Azərbaycan Respublikasının İqtisadiyyat Nazirliyi yanında Dövlət Vergi Xidməti) est une agence gouvernementale du gouvernement de l'Azerbaïdjan chargée de la réglementation des impôts et des activités de recouvrement des impôts dans tous les secteurs de l'économie de la République d'Azerbaïdjan. Le ministère est dirigé par Mikayil Djabbarov. 

## Histoire
En raison de l'éclatement de l'Union soviétique et de la transition progressive d'une économie de commandement à une économie de marché, la collecte des impôts a été confiée au nouveau département de l'inspection des impôts au sein du ministère des Finances de la République d'Azerbaïdjan en juillet 1990. Le département était chargé de la mise en œuvre des nouvelles politiques fiscales, de la collecte des taxes et du versement ponctuel des taxes au budget national. En octobre 1991, le département a été fermé au sein du ministère des Finances et rouvert en tant qu'inspection fiscale principale. Le 11 février 2000, par décret présidentiel, l’inspection fiscale principale de l’État a été supprimée et le ministère des Impôts établi sur sa base.

## Structure
Le ministère est dirigé par le ministre, assisté d'un premier et de trois sous-ministres. Le premier adjoint supervise le Département de la politique fiscale et de la recherche stratégique. Les principales fonctions du ministère sont notamment:
- l’amélioration de la structure de réglementation de l’économie;
- l’accroissement de l’efficacité de la perception des impôts et de leur utilisation correcte;
- la comptabilisation des moyens financiers transférés au budget national;
- enquête et inspection des irrégularités dans la perception des impôts;
- réalisation d'audits dans les entreprises contribuables;
- protection des droits des contribuables et des particuliers[4].

En 2007, le ministère a lancé sa page de collecte en ligne dans le cadre du programme d'amélioration de l'administration fiscale nationale, en raison de la forte croissance économique et du nombre d'entreprises en forte croissance ces dernières années.

## Relations internationales
Le ministère a conclu divers accords internationaux en matière fiscale avec les organes fiscaux des États-Unis, de la France, de la Grande-Bretagne, de la Turquie, de la Russie, du Canada, de la Roumanie, du Kazakhstan et de nombreux autres États du monde entier. La République d'Azerbaïdjan a également été incluse dans la Convention de Strasbourg "relative à l'assistance administrative mutuelle dans le domaine fiscal", aux côtés des Etats membres du Conseil de l'Europe. Le ministère des Impôts a établi des relations avec de nombreuses organisations internationales telles qu’IOTA (Organisation intra-européenne des administrations fiscales), le Trésorier américain, etc.

## Fonctions du ministère
Le ministère des Impôts de la République d'Azerbaïdjan est chargé des tâches suivantes :
- Veiller à ce que les impôts et autres recettes de l'État transférés au budget de la République d'Azerbaïdjan soient calculés correctement et dans les délais, conformément à la législation fiscale ;
- Fournir aux contribuables des informations adéquates sur la législation fiscale et les modifications apportées à celle-ci et expliquer le calcul des paiements de taxe à titre gratuit ;
- Explorer les violations de la législation dans le domaine de la fiscalité et ses causes et dans les limites de la mise en place de mesures adéquates pour surmonter ces cas ;
- Garantir les intérêts légaux et les droits des contribuables ;
- Exécuter plusieurs autres tâches définies par la législation de la République d'Azerbaïdjan[7].

## Droits du ministère
Le ministère a les droits ci-dessous pour l'exercice de ses fonctions:
- Effectuer des inspections fiscales conformément à la législation;
- Effectuer un contrôle effectif des contribuables de manière définie par la législation afin de définir le montant de la perception des impôts, la comptabilisation des produits et objets contrefaits, la comptabilité des entrepreneurs légaux et des personnes occupant des droits de propriété , veiller à ce que la législation soit respectée dans les retombées avec les citoyens;
- Vérification des livres de comptes, des estimations, des encaissements, de tous les documents financiers, des déclarations des contribuables et de nombreux autres documents relatifs au calcul et au paiement des taxes conformément à la législation; pendant le processus d'inspection, il reçoit les explications et références requises des contribuables ou de leurs personnes autorisées;
- Appliquer des techniques d’étude du temps selon le Code des impôts de la République d’Azerbaïdjan pour visualiser les entrepôts, centres de production, commerces et autres lieux d’entreposage des objets utilisés à des fins lucratives par les contribuables ou de certains lieux soumis à l’impôt; prendre les documents nécessaires comme échantillons de manière définie par la législation;
- Veiller à ce que les contribuables n'enfreignent pas la législation fiscale;
- Fournir la base d'informations et l'enregistrement des prix du marché aux fins de calcul de l'impôt en tenant compte des prix du marché conformément à la législation fiscale;
- Calcul de la base d'imposition et des taxes en fonction d'informations connexes ou des méthodes d'évaluation directe ou indirecte de manière déterminée par la loi;
- Modification de l'heure des obligations fiscales conformément au code des impôts;
- Détecter les infractions à la législation fiscale, calculer le pourcentage exact des dettes des contribuables, leur imposer des sanctions financières et des sanctions administratives conformément à la loi;
- Assurer le transfert des paiements d’impôts qui n’ont pas été payés dans un délai déterminé, des pourcentages, des sanctions financières et des sanctions administratives au budget de l’État ou à des fonds publics aux fins de l’objectif, conformément à la législation;
- Entreprendre certaines actions en dressant la liste des biens du contribuable conformément à la loi en vue du paiement des dettes fiscales, des pourcentages calculés et des sanctions financières appliquées;
- Conformément à la loi de la République d'Azerbaïdjan sur "l'activité de recherche opérationnelle" menant l'activité de recherche opérationnelle.
- Assumer les fonctions d'examen et d'enquête dans les affaires et les règles conformément au code de procédure pénale de la République d'Azerbaïdjan;
- Impliquer les experts, les spécialistes, les interprètes et les observateurs afin de maintenir le contrôle de la fiscalité dans les cas et règles par la législation;
- Prendre des dispositions conformément à la législation contre toute activité non autorisée;
- Surveiller la réalisation de l'appareil de contrôle des espèces et maintenir les règles de paiement en espèces avec la population;
- L'envoi d'une application à un organe donné qui fournit des licences afin d'annuler la licence des personnes occupées par les activités nécessite un accord ou une licence spécifique;
- Conformément à la loi, demander au ministère de la Justice de la République d'Azerbaïdjan d'annuler l'enregistrement public des personnes morales;
- Présenter une requête aux organes nécessaires pour modifier ou éliminer les prix et les tarifs appliqués de manière erronée;
- Etablir les points d’imposition de la papeterie pour les lieux nécessitant un contrôle permanent;
- Pour assumer les responsabilités des organes fiscaux de l’État, créer ou supprimer des centres d’éducation, des organes fiscaux régionaux conformément à la législation;
- Enregistrer de manière déterminée les applications des organes fiscaux régionaux afin de contrôler leurs activités;
- Éliminer les activités et décisions illégales des responsables des services structurels;
- Conformément à son pouvoir de prendre certaines décisions qui sont obligatoires pour les contribuables;
- Mise en place du système de communication et de diffusion de l'information conformément à la législation;
- Exécuter de nombreux autres droits définis par la législation[7].